# Romeinse Maasbrug bij Cuijk

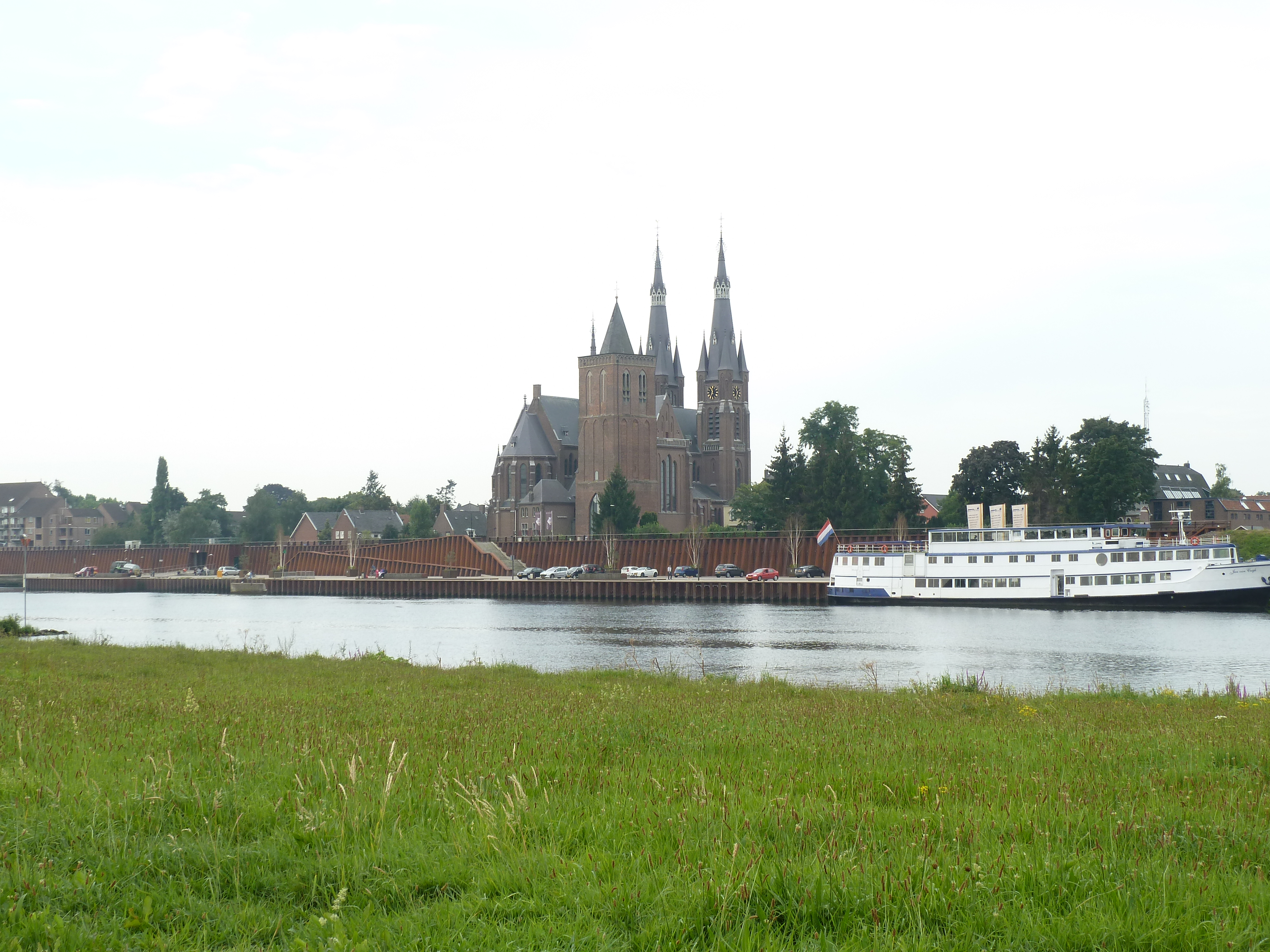
Locatie van de Romeinse Maasbrug bij Cuijk

De Romeinse Maasbrug bij Cuijk was een brug over de Maas bij Cuijk, gebouwd door de Romeinen. De brug werd gebouwd eind 4e eeuw n.Chr. De resten van de brug werden ontdekt in 1992.
Een groot deel van het hout kon gedateerd worden en blijkt te zijn gekapt in de winter van 368 op 369, onmiddellijk na de order van keizer Valentinianus om de Rijngrens te versterken. De brug was waarschijnlijk hetzelfde geconstrueerd als de Trierse Moezelbrug. Hierbij zijn houten palen in de rivierbedding gedreven, waarop zware stenen pijlers werden gebouwd. Enkele blokken die gevonden werden hebben zogeheten dookgaten, die gebruikt werden om de stenen te koppelen met ijzeren krammen. De verbinding werd daarna met lood overgoten.
Daar de dateringen van de verschillende palen zeer verschillend zijn, is aannemelijk dat de brug vaak hersteld is geweest. Middels jaarringenmethode is vastgesteld dat de jongste  pijlers uit 390 stammen.De brug zou tot in de vroege middeleeuwen in gebruik geweest kunnen zijn, maar hierover is geen duidelijkheid. 
Tegenwoordig worden beide oevers van de Maas hier verbonden door een veerpont. Alleen op de vierde dag van de Nijmeegse Vierdaagse maakt een pontonbrug van de genie uit Wezep de oversteek mogelijk.
Ongeveer twee kilometer ten oosten bevond zich de Romeinse villa Plasmolen.